# Ammochloa pungens
Ammochloa pungens là một loài thực vật có hoa trong họ Hòa thảo. Loài này được (Schreb.) Boiss. mô tả khoa học đầu tiên năm 1854.